# Volpedo
Volpedo (Volped in dialetto locale, pronuncia [vʊlˈped]) è un comune italiano di 1 130 abitanti della provincia di Alessandria in Piemonte, sulle estreme propaggini collinari allo sbocco in pianura del torrente Curone.
È famoso per avere dato i natali al pittore Giuseppe Pellizza e per la frutticoltura, in particolare per la coltivazione della pesca.
Fa parte dell'Unione di Comuni Comunità Collinare Basso Grue Curone.
Volpedo è stato inserito nel club dei Borghi più belli d'Italia, creato dalla Consulta del Turismo dell'Associazione dei Comuni Italiani (ANCI), e dal 2019 al 2024 gli è stata assegnata la spiga verde.

## Geografia fisica
Il paese si trova allo sbocco in pianura padana del torrente Curone, con la pianura che si apre a nord e le colline che contornano la valle a sud, dominate dalla vista del Monte Giarolo. Il nucleo storico sorge su una collinetta sulla sponda destra del torrente, attorno alla quale vennero costruite le mura del castrum, che si allunga verso il corso d'acqua, costituendo un punto di guado verso la sponda opposta, su cui infatti è stato edificato il ponte.
Mentre il centro si trova a circa 182 m s.l.m., le frazioni e varie case sparse sono situate sulle colline circostanti e possono arrivare ai 479 m s.l.m. del Poggio di Brienzone.

## Origine del nome
In documenti del X secolo il paese è attestato con diversi nomi: Vicus Piculus, Vicus Peculus, Vipegulus, Vulpeculus, quindi comunque un vicus, cioè un villaggio romano, da cui il nome attuale.

## Storia

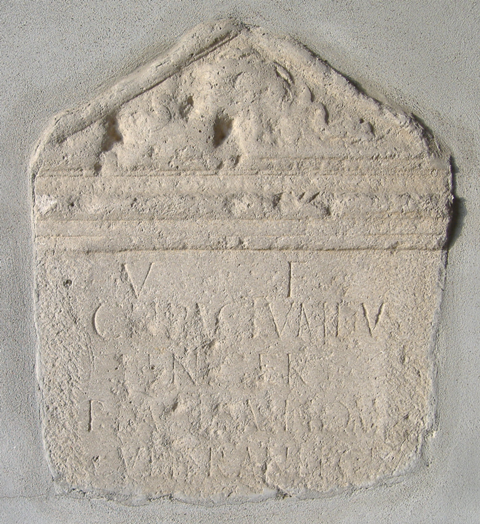
La stele sepolcrale romana in arenaria (I secolo d.C.).

Una stele sepolcrale, oggi incastonata in un muro laterale della canonica parrocchiale, testimonia la presenza romana già nel I secolo, anche se l'insediamento probabilmente risale alle antiche popolazioni liguri.
La prima memoria scritta del paese è del 21 agosto 966, dove si nomina la pieve, ed è poi citato in altri documenti del X secolo come vicus. Sempre dello stesso periodo sarebbe, oltre che la pieve, il castrum, il villaggio fortificato di cui ancora oggi è visibile parte della cinta muraria (ricostruita nel XVI secolo).
Il 5 novembre 979 l'imperatore Ottone II donò Volpedo al Vescovo di Tortona, legando le sorti del paese alla città, a cui Volpedo presterà soccorso durante l'assedio di Federico Barbarossa nel 1155.
Nel 1347 Tortona passa sotto i Visconti di Milano che, nel 1412, concedono Volpedo come feudo al capitano di ventura Perino Cameri.
Quest'ultimo, nel 1425, lo dona alla Fabbrica del Duomo di Milano che consente al borgo notevole autonomia amministrativa.
Nel 1482, un ragazzino di 8 anni di Volpedo, Giovannino Costa, viene ritrovato barbaramente ucciso presso Casalnoceto. L'omicidio suscita grande scalpore e presto si parla di miracoli attribuiti al ragazzo, generandone il culto. Gli ebrei locali vengono colpevolizzati e si assiste ad un vero e proprio pogrom nei loro confronti. Il ragazzo, divenuto beato, è oggi patrono del paese.
All'inizio del ducato di Massimiliano Sforza, ghibellino, i volpedesi, guidati dal marchese Bernabò Malaspina, di parte guelfa, appiccano un incendio al castello del vicino Monleale, distruggendolo completamente. Il 12 luglio 1513 il duca Sforza invia un commissario a Volpedo per ripristinare l'ordine e per punizione, il giorno successivo con l'aiuto di 300 monlealesi, fa abbattere le mura del castrum
 che vennero ricostruite a partire dal 1589 quando Milano era sotto la dominazione spagnola.
Nel 1738 Volpedo, insieme a tutto il tortonese, passa sotto il regno di Sardegna. Il feudo passerà dalla Fabbrica del Duomo al marchese Filippo Guidobono Cavalchini di Momperone nel 1757. Se il feudalesimo non fosse stato abolito nel 1797, il feudo sarebbe passato infine, nel 1849, ai Malaspina, poiché l'unica figlia dei Cavalchini sposa Luigi Maria Malaspina.
Nel 1801, in età napoleonica, le autorità francesi nominano Sindaco del Municipio Giovanni Antonio Sovera.
Con la nascita del regno d'Italia e l'introduzione dei mandamenti (dal 1859 al 1926), Volpedo diventa il capoluogo dell'omonimo mandamento, comprendente Casalnoceto, Momperone, Monleale, Montegioco, Montemarzino e Pozzol Groppo, nell'ambito del circondario di Tortona.
Nel XIX secolo la fisionomia del paese cambia profondamente, con il progressivo abbattimento delle mura che circondavano l'antico castrum: nel 1835 viene ampliata la chiesa parrocchiale, nel 1856 viene costruito l'attuale ponte sul Curone, in sostituzione di uno in legno, e nel 1859 il nuovo Palazzo comunale. Solo nel 1885 verrà realizzata l'attuale strada tra Monleale e Castellaro, su cui correrà, tra il 1889 e il 1933, la tramvia Tortona-Monleale.
Verso la fine del XIX e l'inizio del XX secolo raggiunge una certa fama come centro termale grazie alle Fonti della Maddalena, presso le quali, nel 1922, verrà edificato un albergo con ristorante. L'edificio, trasformato in night club dopo la seconda guerra mondiale, verrà distrutto da un incendio in cui perirono due bambini nel 1979, ponendo fine ad ogni attività.
Tra il 1929 e il 1947 i comuni di Berzano, Monleale e Volpeglino diventarono parte di Volpedo.
Nel 1935 l'avvocato Carlo Baravalle, podestà del paese, decise di istituire il mercato all'ingrosso della frutta che portò alla realizzazione del mercato coperto nel 1936-1937.
Sempre nel 1937 viene realizzata la strada Lungocurone che costituisce un nuovo argine in cemento lungo il torrente.
Tra il 6 e il 7 ottobre 1977 una grave alluvione abbattutasi sul basso Piemonte provoca ingenti danni alle attività e abitazioni lungo il Curone.

### Simboli
Lo stemma del comune di Volpedo è stato concesso, assieme al gonfalone municipale, con il decreto del presidente della Repubblica del 15 luglio 2011.
Lo stemma riprende quello del condottiero Perino da Tortona il quale chiese ed ottenne dal Duca di Milano Filippo Maria Visconti nel 1412 «il feudo di Volpedo per i servigi prestati che, con successiva disposizione testamentaria, donò alla fabbrica del Duomo di Milano».
Il gonfalone è un drappo di rosso.

## Monumenti e luoghi d'interesse
(Giuseppe Pellizza, Lettera al Sindaco, Volpedo, 15 maggio 1904)

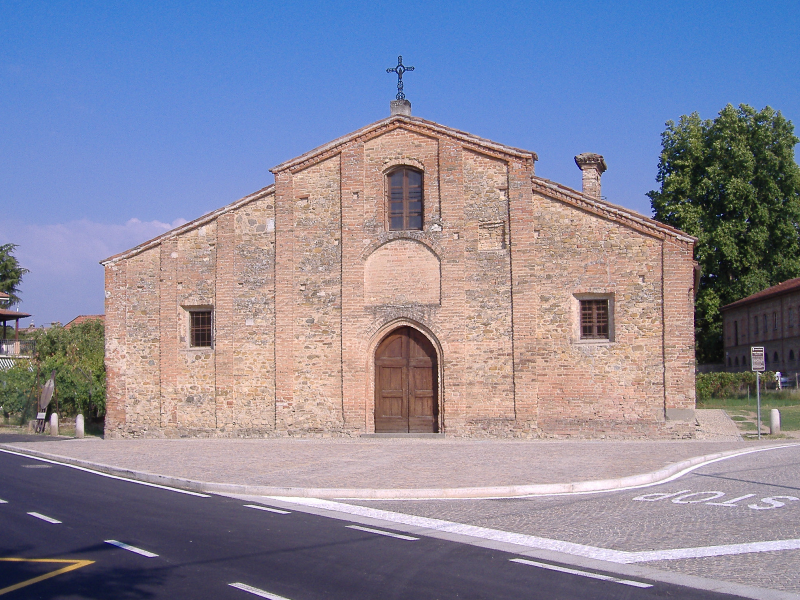
La pieve romanica di San Pietro

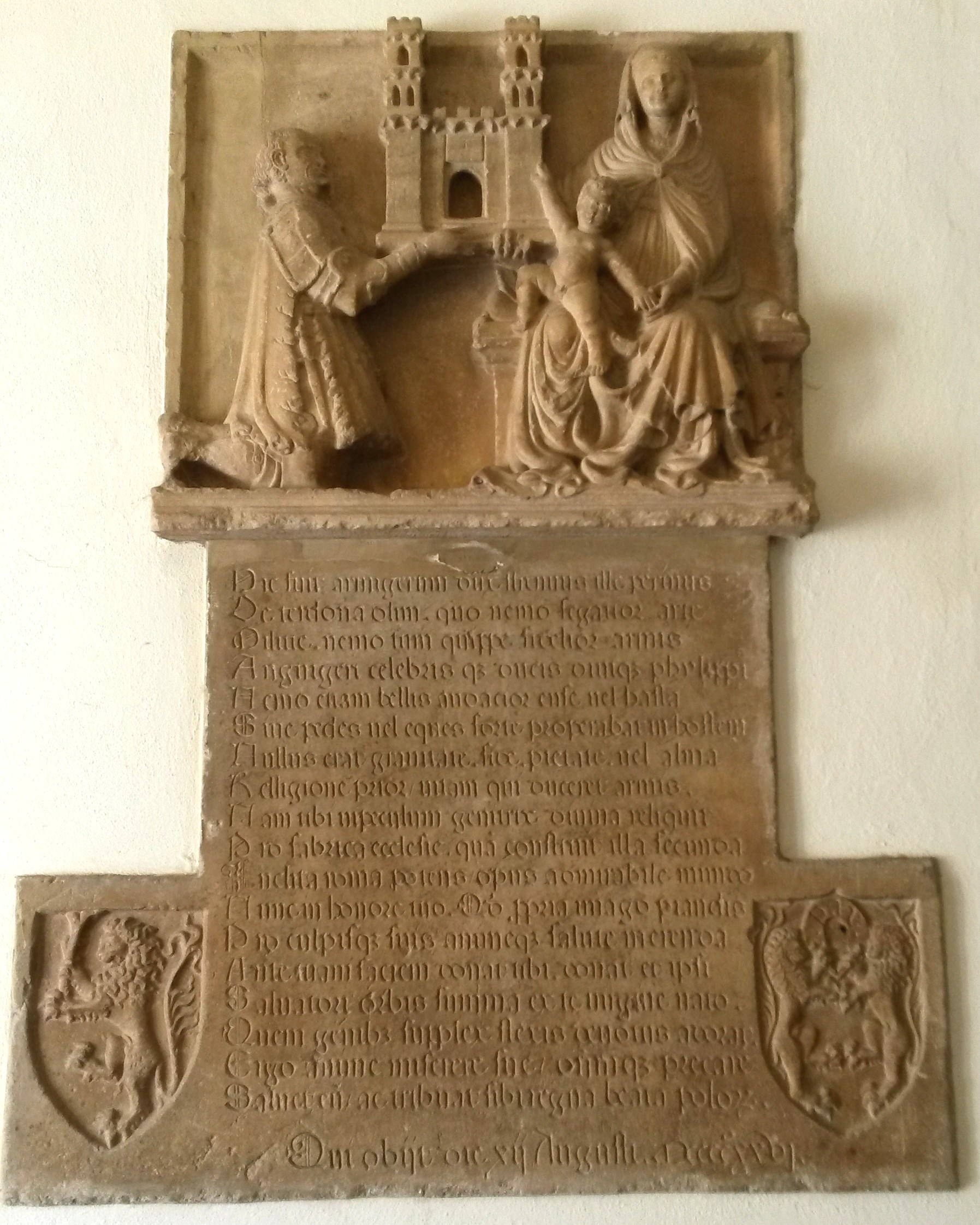
Perino Cameri dona Volpedo alla Fabbrica del Duomo (XV secolo d.C.)

- Principale monumento del paese è la pieve romanica, già citata in documenti del X secolo, rimaneggiata nel XV secolo. All'interno si trovano affreschi, alcuni anche pregevoli, attribuiti alla scuola dei tortonesi fratelli Manfredino e Franceschino Boxilio (XV secolo - inizio XVI secolo)[31], scuola attiva anche presso il Duomo di Milano
- Notevole è la parte che si è salvata dei potenti bastioni cinquecenteschi che racchiudevano il castrum e che delineano la parte antica del borgo
- La ottocentesca parrocchiale di San Pietro Apostolo si erge sul luogo in cui era posta la casa di Giovannino Costa, giovane pastore barbaramente ucciso nel 1468 e divenuto, come beato Giovannino martire, patrono del paese[32] Nella chiesa si trova un San Luigino, opera di Giuseppe Pellizza da Volpedo (1894)
- Nella piazza principale del paese (piazza della Libertà) si trova l'ottocentesco palazzo municipale, all'interno del quale è presente una lapide con bassorilievo marmoreo che ricorda la donazione di Volpedo da parte di Perino Cameri alla Fabbrica del Duomo di Milano nel XV secolo: è opera dello scultore Jacopino da Tradate
- All'estremità del paese, verso il cimitero, si trovano la casa natale e lo studio di Giuseppe Pellizza da Volpedo. In esso sono conservati strumenti di lavoro, oggetti personali, libri e anche alcune opere dell'artista.
- In località Cascina Boffalora è presente una roverella riconosciuta come pianta monumentale, con un fusto di diametro di circa 320–315 cm e un'altezza di 15 m.[33]

## Società

### Evoluzione demografica
Abitanti censiti

### Etnie e minoranze straniere
Secondo i dati ISTAT al 31 dicembre 2020 la popolazione straniera residente era di 135 persone (60 maschi e 75 femmine).
Le nazionalità maggiormente rappresentate in base alla loro percentuale sul totale della popolazione residente erano:
- Romania 66 5,64%
- Ecuador 14 1,20%
- Albania 19 0,77%

### Lingue e dialetti
Benché il paese si trovi in territorio piemontese, il dialetto locale è di transizione, di tipo lombardo meridionale (L03) con forti influenze emiliane, rientrando nell'ambito del dialetto tortonese.

## Cultura

### Istruzione
Sono presenti una scuola d'infanzia ("Mossa Cortelli"), diventata statale nel 2022, e una scuola primaria e secondaria di primo grado, queste ultime dedicate a Giuseppe Pellizza. Tutte le scuole sono parte dell'istituto comprensivo di Viguzzolo.

### Il lascito culturale di Pellizza

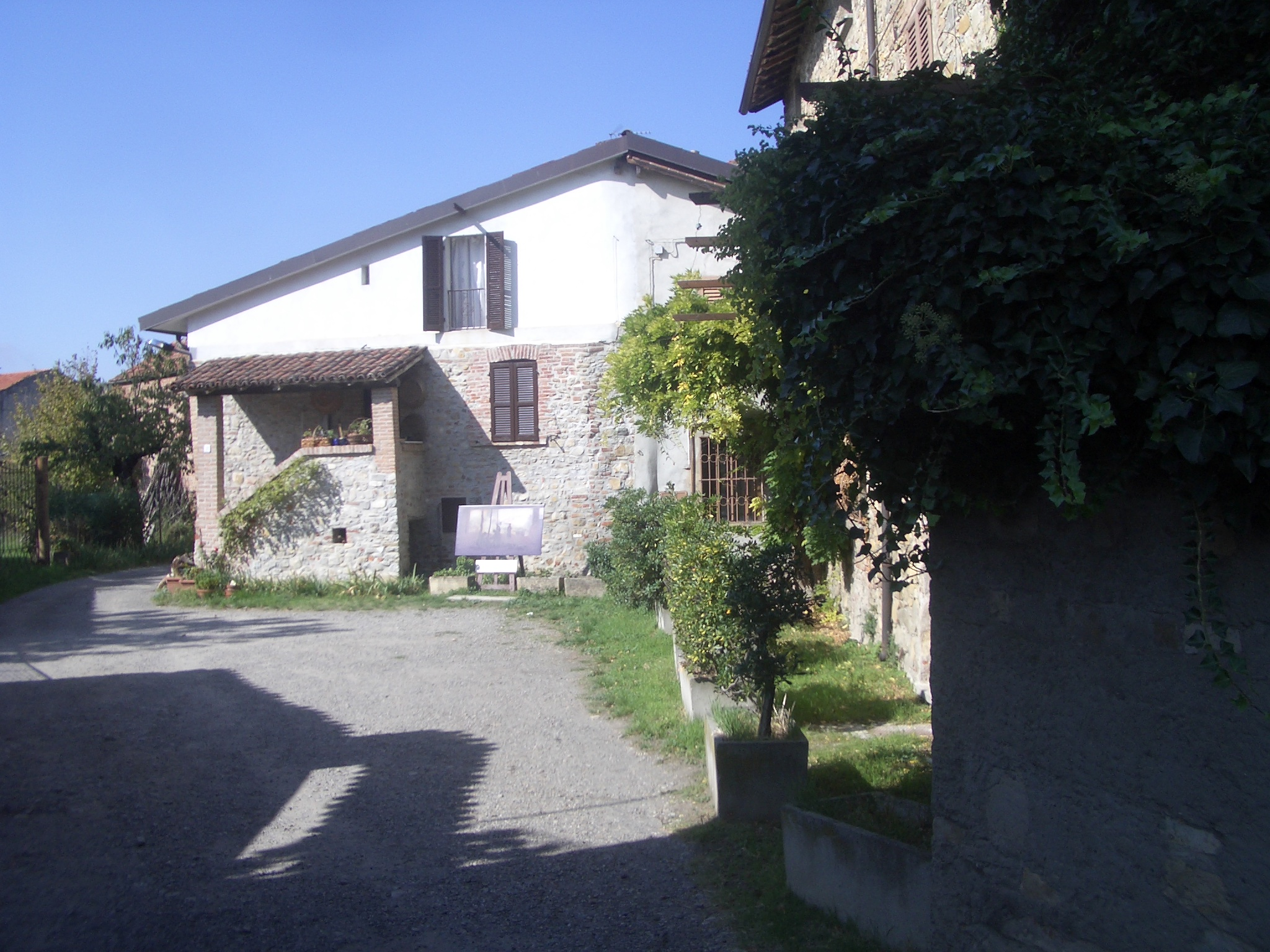
Veduta della casa natale di Pellizza da Volpedo

Vi nacque il pittore Giuseppe Pellizza da Volpedo (1868-1907), uno dei pittori italiani più importanti del suo tempo, noto al grande pubblico soprattutto per essere autore della celebre tela Il Quarto Stato. Pellizza fece la scelta di vivere e lavorare nel paese in cui era nato e, in segno di attaccamento alla sua terra, di aggiungere alla sua firma "da Volpedo".
Nel 1966 le figlie donarono al Comune lo studio-atelier, ricco di importanti testimonianze sulla sua vita e produzione artistica e suo luogo di lavoro. Nel 1990 il Comune, con il sindaco Gervino, varò il Progetto Pellizza che portò all'apertura al pubblico dello studio nel 1994. Lo studio nel frattempo era stato restaurato e riportato alle condizioni in cui lo aveva lasciato il pittore, eccezion fatta per l'entrata esterna costruita negli anni immediatamente successivi alla donazione.
Infatti il pittore, che aveva iniziato la costruzione dello studio nel 1888, accedeva ad esso tramite una porta dall'attigua casa natale.
Il progetto si propose inoltre di valorizzare il lascito culturale dell'artista recuperando, sul piano architettonico, per quanto possibile, la fisionomia e l'atmosfera delle sue tele che raffigurano scorci del paese a fine Ottocento.
 Il 1º maggio 1995, per la Festa dei lavoratori la piazzetta in cui è stato dipinto Il Quarto Stato, posta all'interno dell'antico castrum, di fronte al palazzo dei Malaspina, signori del luogo contro i quali si indirizzavano le lotte sociali contadine di fine Ottocento, è stata restaurata e, significativamente, da piazza Castello, già piazza Malaspina, è stata ribattezzata "Quarto Stato".
Dallo studio parte idealmente un itinerario che mette a confronto la Volpedo odierna - non più di tanto compromessa dall'espansione edilizia - con quella delle tele del pittore. Il percorso tocca l'antica pieve ed il giardino che la circonda (raffigurato ne l'Idillio primaverile), la via che porta a palazzo Malaspina, quella della chiesa parrocchiale, la piazza del municipio (raffigurata in Piazza di Volpedo) ed altri luoghi ancora. Dieci riproduzioni di opere dell'artista, in grande formato, segnano le tappe di questo ideale percorso.
Nel settembre del 2001 si sono festeggiati i cento anni dalla creazione del Quarto Stato: il quadro è tornato per qualche giorno nello studio dove fu dipinto, attirando nel borgo migliaia di visitatori.
L'opera di valorizzazione ha permesso nel 2006 di inserire Volpedo nel club de I borghi più belli d'Italia.
Il 6 settembre 2009 il percorso è stato integrato con l'inaugurazione della Piazza degli Emigranti dove è stata installata una riproduzione dell'ultima opera di Pellizza, nota con il titolo "Membra stanche".
Tra le iniziative culturali intraprese va ricordata l'apertura, in piazza Quarto Stato, di un Museo didattico dedicato all'analisi del percorso artistico del pittore; poi ancora le molteplici manifestazioni che vedono impegnata la comunità locale nella valorizzazione del territorio, a partire dal lascito di memorie pellizziane. Un importante contributo in tal senso è dato dall'Associazione Pellizza da Volpedo.

## Economia
L'economia è prevalentemente agricola. Volpedo è stato un grande produttore di vino per secoli e, dall'inizio del XX secolo, in seguito a un'epidemia di filossera che colpì i vitigni, è stata introdotta la pesca, in sostituzione del gelso. In seguito alla realizzazione del mercato all'ingrosso nel 1935, da parte del podestà Carlo Baravalle, si diffuse la denominazione di Pesca di Volpedo, che diventerà un marchio dal 2008, tutelato dal relativo consorzio e commercializzato dalla cooperativa di produttori Volpedo Frutta con sede in Monleale.

## Amministrazione
Di seguito una tabella che elenca le amministrazioni che si sono succedute in questo comune dal secondo dopoguerra a oggi.
| Periodo           | Periodo           | Primo cittadino               | Partito                | Carica               | Note          |
| ----------------- | ----------------- | ----------------------------- | ---------------------- | -------------------- | ------------- |
| 31 marzo 1946     | 4 agosto 1948     | Manlio Cassanini              | socialcomunisti        | Sindaco              | [ 43 ]        |
| 4 agosto 1948     | 3 ottobre 1948    | Pietro Cella                  |                        | Comm. pref.          | [ 44 ] [ 45 ] |
| 3 ottobre 1948    | 16 novembre 1952  | Manlio Cassanini              | socialcomunisti        | Sindaco              | [ 46 ]        |
| 16 novembre 1952  | 16 aprile 1954    | Manlio Cassanini              | socialcomunisti        | Sindaco              | [ 47 ] [ 48 ] |
| 25 aprile 1954    | 18 novembre 1956  | Giovanni Cappelletti          | socialcomunisti        | Sindaco              | [ 49 ]        |
| 18 novembre 1956  | 19 novembre 1960  | Franco Bidone                 | Democrazia Cristiana   | Sindaco              | [ 50 ]        |
| 19 novembre 1960  | 15 dicembre 1964  | Franco Bidone                 | Democrazia Cristiana   | Sindaco              | [ 51 ]        |
| 15 dicembre 1964  | giugno 1970       | Franco Bidone                 | Democrazia Cristiana   | Sindaco              | [ 52 ]        |
| giugno 1970       | giugno 1975       | Franco Bidone                 | Democrazia Cristiana   | Sindaco              | [ 53 ]        |
| giugno 1975       | giugno 1980       | Renato Corradi                |                        | Sindaco              | [ 54 ]        |
| giugno 1980       | 10 luglio 1985    | Franco Bidone                 | Democrazia Cristiana   | Sindaco              | [ 55 ]        |
| 10 luglio 1985    | 25 maggio 1990    | Franco Bidone                 | Democrazia Cristiana   | Sindaco              | [ 56 ]        |
| 25 maggio 1990    | 24 aprile 1995    | Giuseppe Paolo Gervino        | Democrazia Cristiana   | Sindaco              | [ 56 ]        |
| 24 aprile 1995    | 14 giugno 1999    | Giuseppe Paolo Gervino        | sinistra               | Sindaco              | [ 56 ]        |
| 14 giugno 1999    | 20 novembre 2003  | Pier Angelo Rosa              | lista civica           | Sindaco              | [ 56 ]        |
| 20 novembre 2003  | 14 giugno 2004    | Paola Fioravanti              |                        | Comm. pref.          | [ 57 ] [ 58 ] |
| 14 giugno 2004    | 8 giugno 2009     | Pier Angelo Rosa              | lista civica           | Sindaco              | [ 56 ]        |
| 8 giugno 2009     | 27 maggio 2014    | Giancarlo Filippo Pio Caldone | lista civica: il paese | Sindaco              | [ 56 ]        |
| 27 maggio 2014    | 26 maggio 2019    | Giancarlo Filippo Pio Caldone | lista civica: il paese | Sindaco              | [ 56 ]        |
| 26 maggio 2019    | 31 dicembre 2019  | Giancarlo Filippo Pio Caldone | lista civica: il paese | Sindaco              | [ 48 ] [ 56 ] |
| 31 dicembre 2019  | 21 settembre 2020 | Elisa Giardini                | lista civica: il paese | Vicesindaco reggente | [ 56 ]        |
| 22 settembre 2020 | in carica         | Elisa Giardini                | lista civica: il paese | Sindaco              | [ 56 ]        |

### Altre informazioni amministrative
Il comune ha fatto parte della Comunità montana Valli Curone Grue e Ossona, sciolta la quale è entrato prima nell'unione di comuni Comunità collinare Colli Tortonesi e poi, nel 2010, nella Comunità collinare Basso Grue Curone.

## Sport

### Calcio
Volpedo ha avuto una squadra di calcio militante nel campionato di Terza Categoria a partire dalla stagione 1997-1998, per poi passare alla Seconda categoria nella stagione 2005-2006 e terminare le attività alla fine della stagione 2008-2009.